# روزماري بيرسفورد
روزماري بيرسفورد (بالإنجليزية: Rosemary Beresford)‏ هي متزلجة فنية أمريكية، (و. 1898  م).